# أرماه
أرماه (بالإنجليزية: Armagh، من الأيرلندية Ard Mhacha وتعني 'مرتفع ماخا')‏ هي عاصمة مقاطعة أرما في أيرلندا الشمالية، فضلا عن أبرشية مدنية. كما أنها عاصمة كنسية في أيرلندا - وهي مقر رئيس أساقفة أرماه لكل من الكنيسة الكاثوليكية الرومانية وكنيسة أيرلندا. كان حصن نافان القريب في العصور القديمة (Eamhain Mhacha) موقعا شعائريا وثنيا وأحد العواصم الملكية الكبرى في أيرلندا الغيلية. اليوم، فإن أرماه موطن لاثنين من الكاتدرائيات (وكلاهما سميت على القديس باتريك) ومرصد أرما، والمعروف بطراز العمارة الجورجية.
ورغم تصنيفها على أنها مدينة متوسطة الحجم،  فقد أعطيت وضع مدينة في عام 1994 ووضع حكومة لورد في عام 2012، وكلاهما من قبل الملكة اليزابيث الثانية. بلغ عدد سكانها 14,749 نسمة في تعداد عام 2011،  ما يجعلها أقل المدن سكانا في أيرلندا الشمالية ورابع أصغر مدينة في المملكة المتحدة.

## أعلام
- توماس رومني روبنسون
- صموئيل غراي
- تشارلز وود
- فرنسيس جونستون
- صموئيل فينلي
- تشارلي فيرنون
- جيرارد كليفورد